# Osceola (Indiana)
Osceola è una città degli Stati Uniti d'America, situata nello Stato dell'Indiana e in particolare nella Contea di St. Joseph.